# Mare Longue
Mare Longue ist ein Dorf in der Gemeinde Saint-Philippe im französischen Übersee-Département Réunion.

## Lage
Der Ort erstreckt sich entlang der Südküste der Insel Réunion im Indischen Ozean. Dem Ort zum Ozean vorgelagert ist das Kap Grande Pointe. Östlich der Ortslage mündet der Fluss Ravine Mare Longue in den Ozean. Durch den Ort führt die Route Nationale 2, die Teil der Ringstraße um die Insel ist. Östlich befindet sich Saint-Philippe, der Hauptort der Gemeinde, westlich le Souffleur d'Arbonne. Nördlich erhebt sich das Massiv des aktiven Vulkans Piton de la Fournaise.  Nordwestlich des Orts erstreckt sich auf dem Vulkanhang der wegen seiner Ursprünglichkeit bekannte Wald von Mare Longue.